# رامیتن
رامیتان (به ازبکی: Romitan، رامیتن}} یک منطقهٔ مسکونی در ازبکستان است که در شهرستان رامیتن واقع شده‌است. رامیتان ۱۵٬۰۰۰ نفر جمعیت دارد.